# 人 (GReeeeNの曲)
「人」（ひと）はGReeeeNの通算4枚目となるシングル。2007年11月14日にNAYUTAWAVE RECORDSより発売された。

## 概要
3年B組金八先生とのコラボレーションとして、ジャケットには武田鉄矢本人が採用されている。
B面の「街」の最初のイントロ部分の女性の声は、インディーズ時代から親交がある女性シンガーのmayulaである。
また、シングル曲では初めてアルバムバージョンが制作された。

## 収録曲
全作詞・作曲 : GReeeeN
1. 人 [3:46]
2. 街 [4:34]

## 収録アルバム
- あっ、ども。おひさしぶりです。（#1、アルバムバージョン）
- いままでのA面、B面ですと!?（#1,2）
- 歌うたいが歌うたいに来て 歌うたえと言うが 歌うたいが歌うたうだけうたい切れば 歌うたうけれども 歌うたいだけ 歌うたい切れないから 歌うたわぬ!?（#2、初回盤Aのみ収録）
- ALL SINGLeeeeS 〜& New Beginning〜（#1）